# Viralni fenomen
Viralni fenomen ili viralna senzacija su objekti ili paterni koji imaju sposobnost sopstvene replikacije ili konvertovanja drugih objekata u kopije sebe kada su ti objekti izloženi njima. Analogno načinu na koji se virusi šire, termin viralni se odnosi na video, sliku ili pisani sadržaj koji se širi na brojne onlajn korisnike u kratkom vremenskom periodu. Ovaj koncept je postao uobičajen način da se opiše kako se misli, informacije i trendovi kreću kroz ljudsku populaciju.
Popularnost virusnih medija je podstaknuta brzim porastom sajtova društvenih mreža,‍:17 u kojima publika — koja se metaforički opisuje kao da je doživela „infekciju“ i „kontaminaciju“ — ophodi kao pasivni nosilac, a ne u aktivnoj ulozi „širenja“ sadržaja, čineći takav sadržaj „viralnim“.‍:21 Termin viralni mediji se razlikuje od proširivih medija, jer se ovaj drugi odnosi na potencijal sadržaja da postane viralan. Memovi su jedan poznati primer informativnih viralnih paterna.

## Spoljašnje veze
- Berger, Jonah (2016). Contagious: Why Things Catch On. Simon & Schuster. ISBN 978-1451686586.